# 特蕾瑟·舍格兰
特蕾瑟·舍格兰（瑞典語：Therese Sjögran，1977年4月8日—），瑞典女子足球运动员。她曾代表瑞典国家队参加2003年、2007年、2011年和2015年国际足联女子世界杯。她也曾参加2000年、2004年和2008年夏季奥林匹克运动会。